# Lame duck
Un lame duck (littéralement « canard boiteux ») désigne, dans le monde politique anglo-saxon, un élu dont le mandat arrive à terme mais toujours en poste, alors que son successeur est déjà élu mais n'occupe pas encore le poste.  
L'élu sortant se retrouve particulièrement affaibli politiquement dans cette situation de transition, bien que disposant toujours théoriquement des mêmes pouvoirs. Il est simultanément davantage libre de ses actions à court termes, telles que la grâce présidentielle, car n'ayant plus à se présenter devant les électeurs. Le terme de lame duck s'applique plus particulièrement dans les pays où le délai est relativement long entre l'élection et la prise de fonction du nouvel élu.

## Description
Ce « statut » tient principalement au fait que la passation de pouvoir a lieu de façon effective un certain temps après l'élection (deux mois et demi pour le président américain par exemple), et que l'ancien élu continue donc à occuper son poste durant cette période. Elle découle de l'une de ces situations :
- l'élu perd l'élection à laquelle il se représentait ;
- l'élu a choisi de ne pas se représenter à échéance de son mandat ;
- le fait que le mandat ne soit pas renouvelable, ou renouvelable un nombre limité de fois, et empêche donc l'élu de se représenter ;
- le fait que la fonction elle-même soit supprimée, mais que l'élu continue à siéger jusqu'au terme de son mandat[1].

Les élus Lame duck ont donc en général moins de pouvoir politique et les autres élus sont moins enclins à coopérer avec eux. Ils sont cependant dans une situation où ils n'auront pas à subir les conséquences politiques de leurs actions, puisque déjà battus, et jouissent donc d'une certaine liberté que leur permet de prendre des décisions controversées ou impopulaires. Parmi ce genre d'action, on compte par exemple aux États-Unis les « midnight regulations » (règlements de minuit), terme désignant soit une réglementation prise par l'administration d'un président sortant, soit un ordre exécutif de ce dernier dans cette période où son successeur est déjà élu et où il achève son mandat.

## Exemples

### Australie
En Australie, peu importe le jour de l'élection, le Sénat (chambre haute) siège du 1er juillet suivant l'élection au 30 juin trois ans plus tard, alors que les nouveaux élus dans la Chambre des représentants (chambre basse) commencent leur mandat immédiatement après l'élection. Un Sénat qui est destiné à perdre sa majorité à cause de la défaite de la majorité lors d'une élection est appelé un lame-duck Senate et est souvent la cible de critiques lorsqu'il bloque les mesures mises en place par le gouvernement passées par la Chambre des représentants.
Par exemple, après l'élection fédérale australienne d'octobre 2004, il était clair que la coalition du Parti libéral australien  et du Parti national d'Australie allait obtenir la majorité au nouveau Sénat qui devait siéger à partir de juillet suivant (donc en juillet 2005). En mai 2005, quelques mois après l'élection mais avant que le nouveau Sénat ne siège, l'ancien Sénat a refusé de valider de nouvelles dispositions fiscales  qui venaient de passer par la Chambre, alors que le nouveau Sénat allait les valider.
Plus récemment, le sénateur Steve Fielding du parti minoritaire Family First qui a perdu son siège lors des  élections de 2010, a menacé de bloquer l'action du Sénat si le parti travailliste réussissait à constituer un gouvernement minoritaire.

### États-Unis

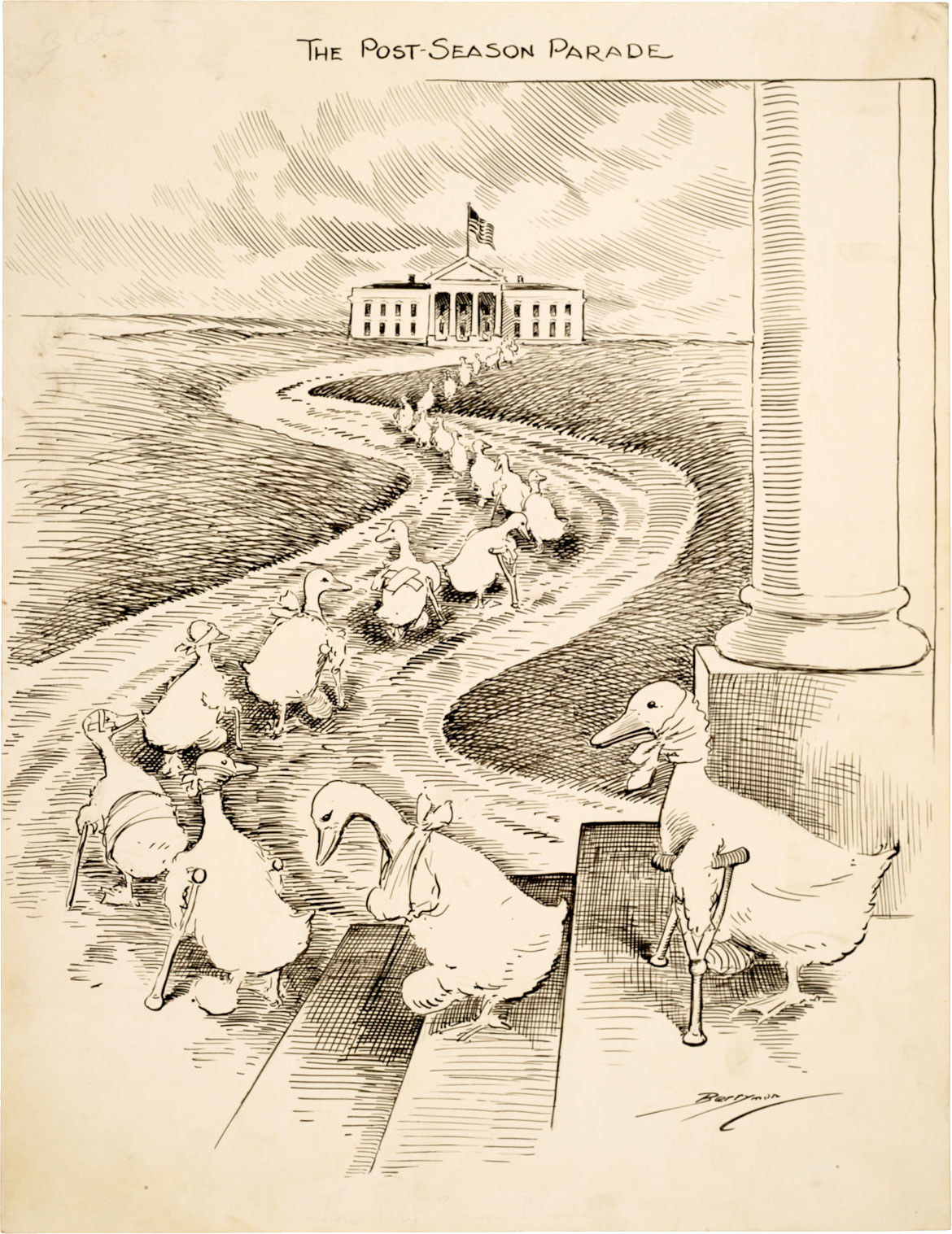
Les canards boiteux du dessin de Clifford Berryman sont les Démocrates battus se dirigeant vers la Maison-Blanche dans l'espoir d'obtenir un poste de la part du président Woodrow Wilson (3 mai 1915).

En politique américaine, la période entre les élections de novembre (présidentielles et du Congrès) et l'entrée en fonction l'année suivante est appelée communément lame duck period.
Jusqu'en 1933, les entrées en fonction se déroulaient le 4 mars. Le Congrès avait alors habituellement deux sessions, la seconde se tenant de décembre suivant l'élection jusqu'au mois de mars. Cette session était appelée communément lame duck session. Des critiques sur cette façon de procéder ont mené au vote du XXe Amendement en 1933, qui a déplacé la prise de fonction du nouveau Congrès le 3 janvier, et celle du nouveau président le 20 janvier, raccourcissant la période de « canard boiteux ».
Un président élu pour un second mandat est parfois vu comme un « lame duck », car ne pouvant plus se re-présenter au terme de ce second mandat, il se retrouve plus libre et peut engager des mesures impopulaires. Cependant, son action peut affecter les élections de mi-mandat et peut aussi avoir une influence sur l'élection présidentielle suivante.

#### Exemples
La plus désastreuse « lame duck period » de l'histoire américaine fut sans doute la transition de 1860–1861 depuis l'administration de James Buchanan à celle d'Abraham Lincoln. Buchanan soutient durant cette période que les États n'ont pas le droit de faire sécession mais qu'il est également illégal que le gouvernement fédéral leur fasse la guerre pour les arrêter. Entre le 5 novembre 1860 et le 4 mars 1861, sept États font sécession et le conflit débute entre les sécessionnistes et les forces fédérales, menant à la guerre de Sécession entre les États du Nord et du Sud.
L'administration « lame duck » de Herbert Hoover avant l'arrivée au pouvoir de Franklin D. Roosevelt (8 novembre 1932 — 4 mars 1933) fut aussi une période difficile. Après son élection, Roosevelt refuse les propositions de Hoover de réunion pour mettre au point un programme commun afin d'enrayer la spirale de la crise et de calmer les investisseurs, déclarant que cela lui lierait les mains et que Hoover dans cette période de crise était devenu l'homme le plus haï des États-Unis. Durant cette période sans vraiment de gouvernement, l'économie américaine continua à plonger, avec notamment la faillite de milliers de banques. C’est à la suite de cet épisode qu’il est décidé de réduire la période de transition et d’avancer l'Inauguration Day au 20 janvier.